# Варакюля
Варакюля — озеро на территории Амбарнского сельского поселения Лоухского района Республики Карелия.

## Общие сведения
Площадь озера — 1,4 км², площадь бассейна — 489 км². Располагается на высоте 139,3 метров над уровнем моря.
Форма озера продолговатая, вытянутая с севера на юг. Берега каменисто-песчаные, местами болотистые.

С запада в озеро впадает безымянный ручей, берущий начало в болоте. Через озеро, втекая в южную оконечность и вытекая из северной, протекает река Валазрека, причём Валазрека выше озера Варакюля носит название Логоварака.
Населённые пункты близ озера отсутствуют. Ближайший — посёлок Тунгозеро — расположен в 25 км к северо-западу от озера.
Код водного объекта в государственном водном реестре — 02020000411102000000391.